# Hizbollah Revolucionari Kurd
Hizbollah Revolucionari Kurd (Kurd: Hizbullahi Kurdi Shorishger) és un moviment polític kurd que va operar al Kurdistan Iraquià, escindit el 1988 del Hizbollah Turc/Hizbollah Kurd que es va unir a dissidents del Consell Suprem de la Revolució Islàmica de l'Iraq. El seu cap fou Adham Barzani, cosí de Masud Barzani, actual president del Kurdistan.